# Souveränitätsrat (Irak)

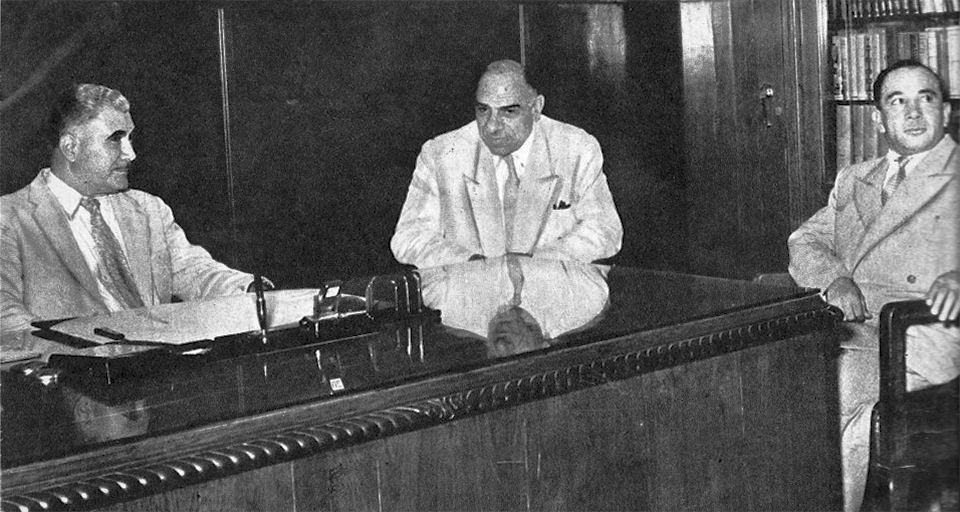
Irakischer Souveränitätsrat 1958:
ar-Rubai'i (links), Kubba (Mitte) und
an-Naqschbandi (rechts)

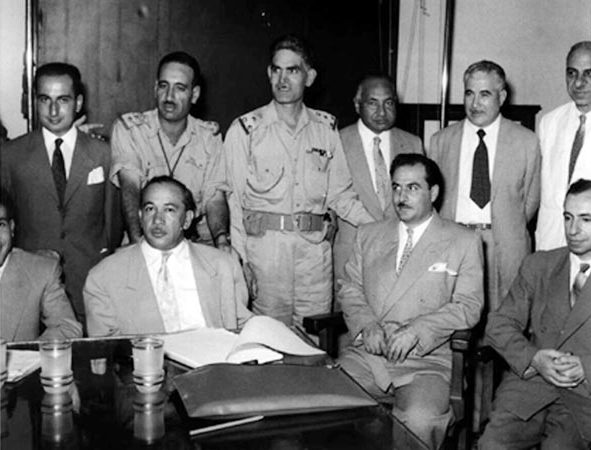
Iraks Führung nach der Revolution von 1958: u. a. an-Naqschbandi (erste Reihe, Mitte links sitzend), Qasim (zweite Reihe, Mitte), ar-Rubai'i (zweite Reihe, fünfter von links)

Der Souveränitätsrat (arabisch مجلس السيادة, Madschlis as-Siyada, englisch sovereignty council) war jenes Gremium, das nach der „Revolution vom 14. Juli“ 1958 (Julirevolution) im Irak als kollektives Staatsoberhaupt fungierte. Der anstelle des abgeschafften Königtums in der Übergangsverfassung von 1958 verankerte dreiköpfige Souveränitätsrat hatte jedoch nur repräsentative bzw. zeremonielle Aufgaben; die tatsächliche Macht lag beim Premierminister Abd al-Karim Qasim.

## Ursprüngliche Zusammensetzung 1958–1961
Die Mitglieder des Souveränitätsrates wurden nicht gewählt, sondern vom Vorsitzenden des Kommandorats der Revolutionären Streitkräfte (d. h. durch Premierminister Qasim) bestimmt. Jedes der drei Mitglieder repräsentierte eine der drei hauptsächlichen Volks- bzw. Religionsgruppen des Irak: Vorsitzender Muhammad Nadschib ar-Rubai'i die sunnitischen Araber und seine beiden Stellvertreter Muhammad Mahdi Kubba und Khalid an-Naqschbandi die schiitischen Araber und die sunnitischen Kurden. Dabei spielte es einerseits eine Rolle, dass Qasim die Ernennung eines angesehenen Kurden als wohlwollende Geste verstanden wissen wollte, die ihm die Loyalität der Kurden sichern sollte. Der Schiit Kubba andererseits stand der konservativen, arabisch-nationalistischen Istiqlal-Partei nahe, die an der Revolution mitgewirkt hatte und deren Unterstützung Qasim zunächst benötigte.
Nach dem Bruch zwischen Qasim und den konservativen Nationalisten wurde Kubba schon im März 1959 zum inoffiziellen Rückzug aus dem Gremium gedrängt und politisch kaltgestellt. Bis zum Tode an-Naqschbandis im November 1961 bestand der Souveränitätsrat somit de facto nur noch aus zwei aktiven Mitgliedern.

## Neue Mitglieder 1961–1963
Am 1. Dezember 1961 ernannte Qasim zwei neue Mitglieder: den Kurden Rashad Arif und den Schiiten Abd al-Majid Kamunah. Muhammad Nadschib ar-Rubai'i blieb weiterhin Vorsitzender des Souveränitätsrates und wurde somit zumeist kurzerhand als eigentliches Staatsoberhaupt angesehen, obwohl er eigentlich eher nur primus inter pares war. 
Mit dem Sturz des Qasim-Regimes in der Revolution vom 8. Februar 1963 (Februarrevolution, Ramadanrevolution) wurde der Souveränitätsrat schließlich abgeschafft und durch das neugeschaffene Amt eines Staatspräsidenten ersetzt. Erster Präsident des Irak wurde Abd as-Salam Arif, der nach dem Militärputsch vom 18. November 1963 Irak in eine Präsidialrepublik umwandelte (bis 2003).